# Randsfjord

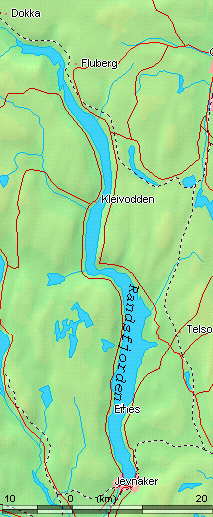
Randsfjord

De Randsfjord is met een oppervlakte van circa 139 km² het op drie na grootste meer in de provincie Oppland in Noorwegen. Het volume is circa 7 km³ en de grootste diepte is 120 meter. Het meer ligt 135 meter boven zeeniveau. Het grenst aan Gran, Jevnaker, Nordre Land, en Søndre Land. De uitstroom is de rivier Randselva. Er zijn diverse golfbanen rond het meer.
Snorri Sturluson meldde dat Halfdan de Zwarte, vader van de eerste koning van Noorwegen, over het meer reisde toen hij van een bezoek aan Hadeland terugkwam. Toen hij met zijn paardenslee over het bevroren meer ging, zakte hij door het ijs en verdronk.